# Paradoxe d'Algol
Pour les articles homonymes, voir Algol.
En astronomie stellaire, le paradoxe d'Algol est une situation paradoxale où les composantes d'une étoile binaire semblent évoluer en désaccord avec les théories établies de l'évolution stellaire. Une caractéristique fondamentale de ces théories est que le taux d'évolution des étoiles dépend de leur masse : plus l'étoile est massive, plus elle évolue rapidement, et donc plus rapidement elle quitte la séquence principale et entre en phase sous-géante ou géante.
Dans le cas d'Algol et d'autres étoiles binaires, quelque chose de complètement différent est observé : l'étoile la moins massive est déjà une sous-géante tandis que l'étoile beaucoup plus massive est toujours sur la séquence principale. Étant donné que les deux étoiles se sont a priori formées à peu près en même temps et qu'elles devraient donc avoir le même âge, cette situation semble paradoxale. C'est l'étoile la plus massive, et non la moins massive, qui devrait avoir quitté la séquence principale.
Le paradoxe est résolu par le fait que, dans de nombreux systèmes binaires, il peut y avoir un flux de matière entre les deux étoiles, ce qui perturbe le processus normal d'évolution des étoiles. Au fur et à mesure que le transfert progresse, leur stade d'évolution va changer, de même que leur masse relative. Finalement, l'étoile au départ la plus massive va atteindre la prochaine étape de son évolution bien qu'elle aura perdu une grande partie de sa masse au profit de son compagnon.